# Pál Mihály (szobrász, 1936–2023)
Ifj. Pál Mihály (Gyömrő, 1936. április 25. – Budapest, 2023. március 29.) Munkácsy Mihály-díjas magyar szobrászművész. Gyömrő díszpolgára. Id. Pál Mihály gyermeke.

## Magánélete
Pál Mihályné, leánykori nevén Soós Aranka és a szobrászművész id. Pál Mihály gyermekeként született, négy testvér közül elsőként. Testvérei: András, Aranka és József. Első felesége a szintén szobrászművész B. Szabó Edit volt, aki 1975-ben tragikusan fiatalon hunyt el. Közös gyermekük, Pál Edit csecsemőként, születését követően nem sokkal halt meg 1970-ben. Második felesége a mohácsi születésű szobrászművész Gábor Éva Mária volt, akivel két fiuk született: Gábor (1982) és Gergely (1991). 

## Életpályája[1][2]
Középiskolába a Képző- és Iparművészeti Gimnáziumban járt, majd 1961-ben diplomázott a Magyar Képzőművészeti Főiskola szobrász szakán, ahol Szabó Iván, volt a mestere. A főiskolát követően, 1965 és 1968 között Derkovits-ösztöndíjas volt. 1970-től részt vett a Dél-Pest Megyei Nagy István Csoport kiállításain, mely csoportnak később elnöke is lett. 1987-ben SZOT-díjat nyert. A Magyar Alkotóművészek Országos Egyesületének 1991-től először a választmányi tagja, ezt követően 1999-től pedig az egyesület képzőművészeti elnökhelyettesi tisztségét töltötte be. 1999-től több ciklusban az Magyar Képző-és Iparművészek Szövetsége vezetőségi tagja volt, 2019-től az Magyar Művészeti Akadémia köztestületi tagja. Számos köztéri szobra valósult meg. 1994-ben Munkácsy-díjat kapott. 
Művészi pályafutása elején többnyire kisplasztikákat és portrékat készített, egyszerű, letisztult formákból. A későbbiekben, amikor kialakult a saját stílusa, a barokk bonyolult formarendszere és figurális ábrázolása hatott leginkább a művészetére. Jellegzetes plasztikáiban (Próféta, 1979; Árgyélus királyfi, 1982; Ábrahám áldozata, 1985) a testet befedő mozgalmas, intenzíven hullámzó drapériából kitörő fej és karok hangsúlyos szerepet kapnak.Több kisplasztikájában és egyes köztéri alkotásaiban (Hetedik ajtó, 1983; Parkhíd-terv) építészeti elemek is megjelennek.
Fontos volt számára szülővárosa, Gyömrő, ahol több alkotása is megvalósításra került, például a települést szimbolizáló eredetileg víz közepén álló (az alatta lévő kútkáva elszállítása óta szárazra került) kőből faragott díszkút.
Hosszú életének és művészi pályafutásának emlékeit és történeteit utolsó évtizedeiben olvasmányos és irodalmi igényességű írásokba foglalta, melyek nyomtatott formában is megjelentek.

## Köztéri szobrai
- 1964 Szeged, Pelikános kút, bronz, kő
- 1972 Szerencs, Bocskai István portré, mészkő
- 1976 Szob, Barátság oszlop, mészkő, 220×60 cm
- 1985 Nagyatádi Szoborpark,”Hetedik ajtó” (Bartók Béla „A kékszakállú herceg vára”) fa 6,5 m
- 1986 Fonyód, Balatoni szél, bronz, 180 cm
- 1986 Sátoraljaújhely, Nemes Lampért József síremlék, kő 120×180 cm
- 1987 Gyömrő, II. Rákóczi Ferenc portré
- 1989 Sátoraljaújhely, Próféta, mészkő, 4 m
- 1993 Sopron II. világháborús emlékmű, mészkő, 6,5 m
- 1993 Gyömrő, Weöres Sándor Általános Iskola, A tudás fája, fa dombormű, 9×15m
- 1997 Sátoraljaújhely II. világháborús emlékmű, mészkő, 3×5×2,5 m
- 2000 Úri, Szent Imre, mészkő, 220 cm
- 2001 Gyömrő, Centenáriumi díszkút, mészkő, 4 m
- 2009 Gyömrő, Szent János Római Katolikus templom, Krisztus, fa, 2,2 m

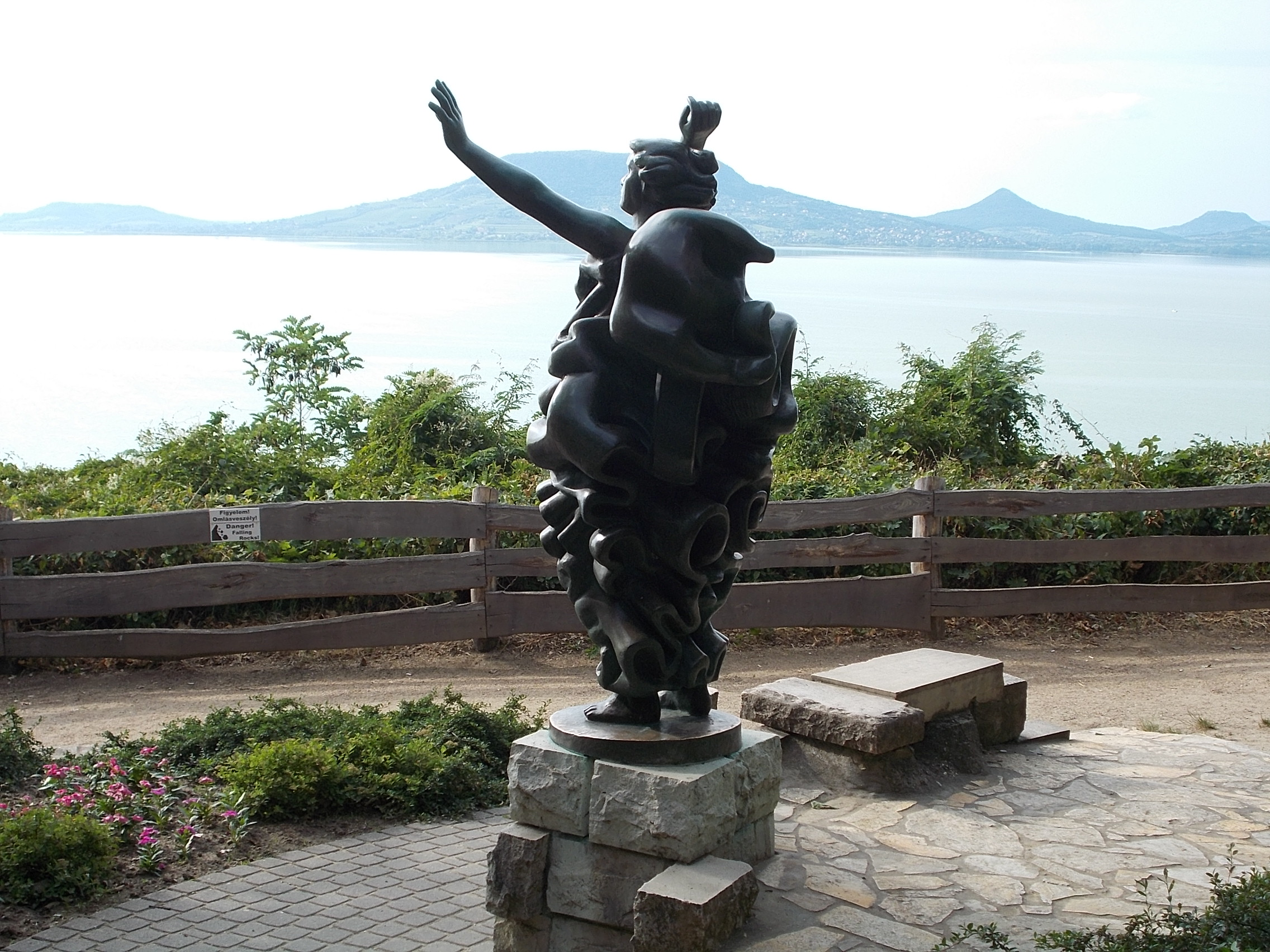
Fonyód, Balatoni szél
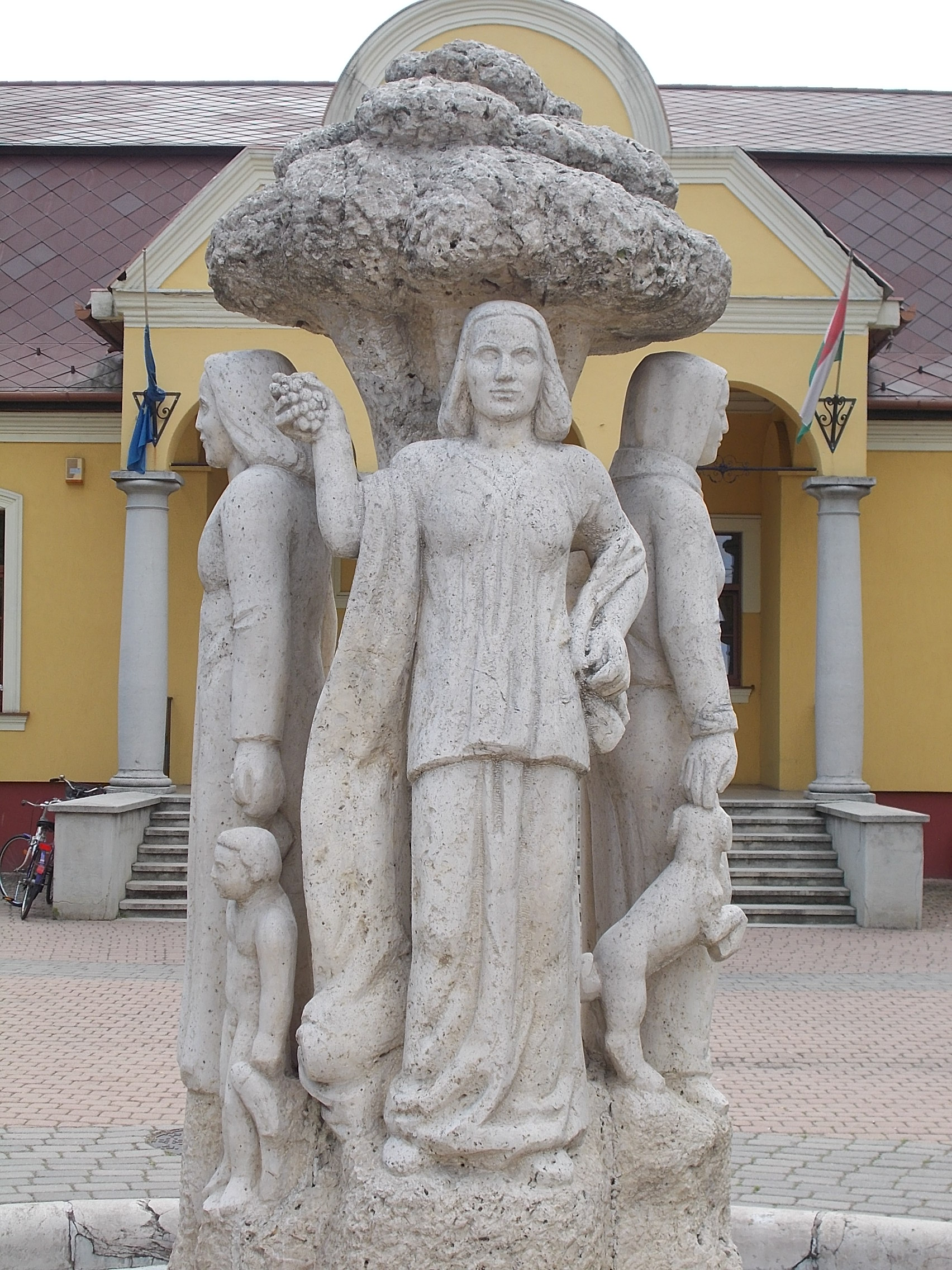
Gyömrő, Centenáriumi díszkút
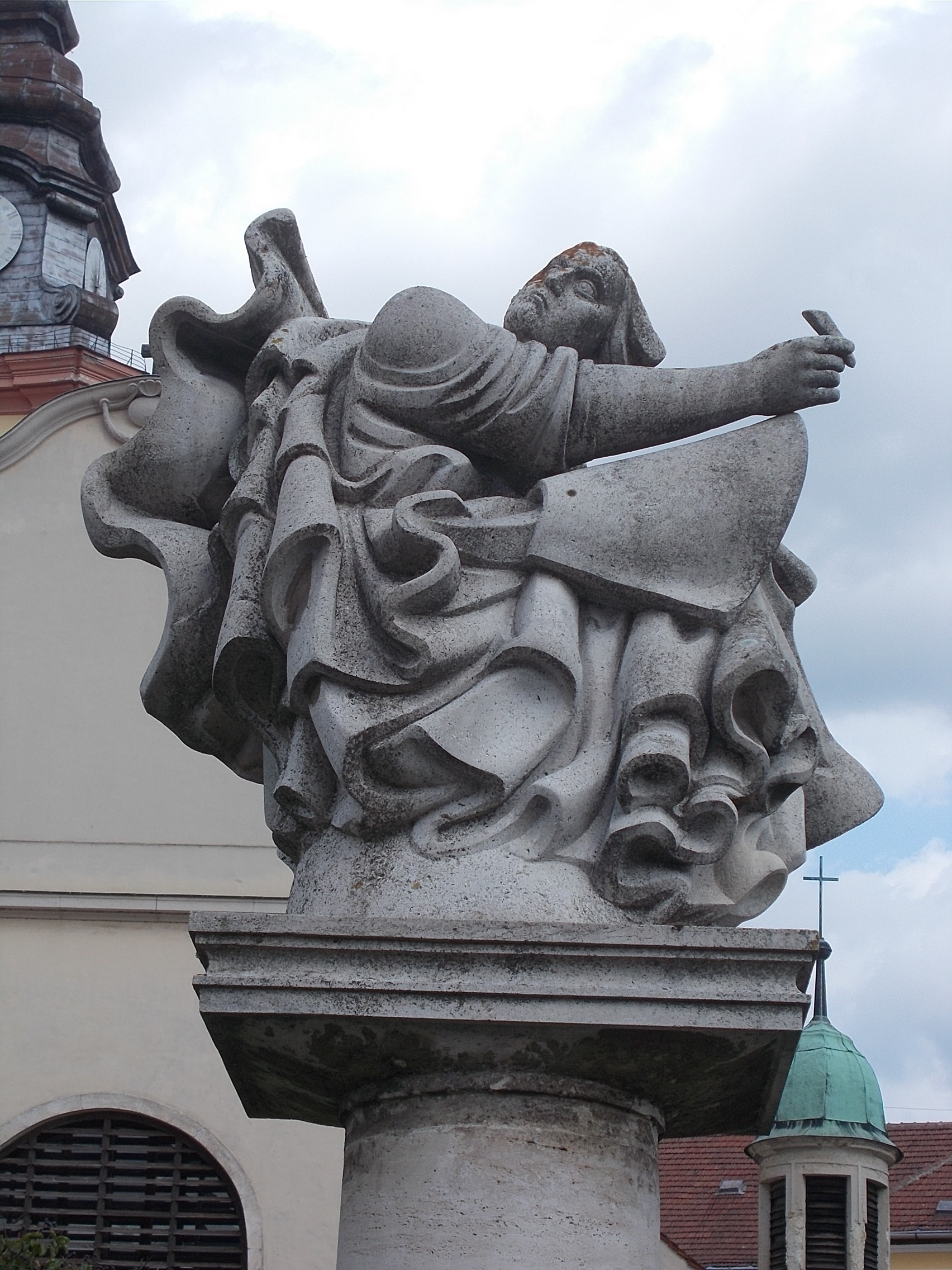
Sátoraljaújhely, Próféta
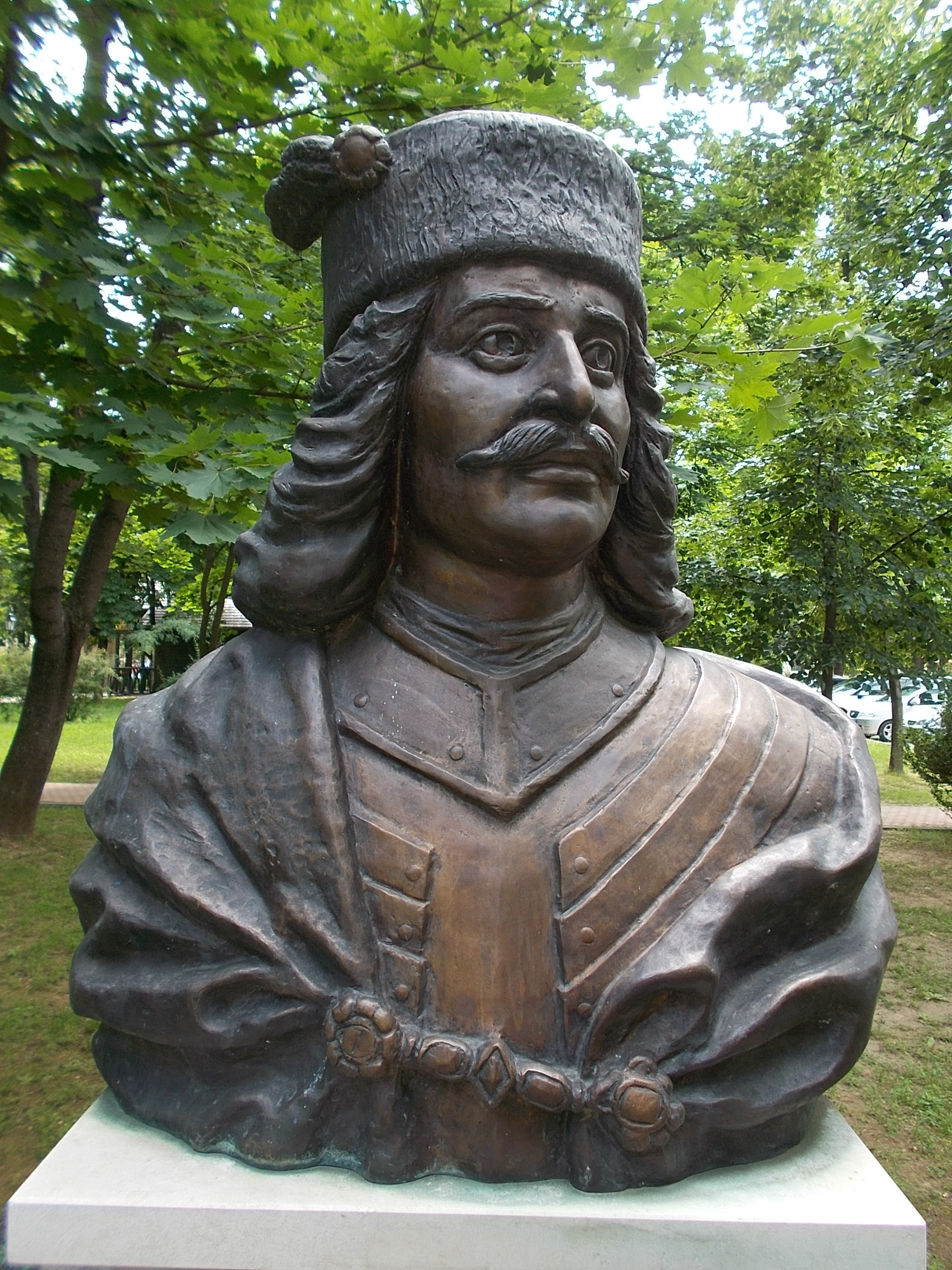
Gyömrő, II. Rákóczi Ferenc portré

## Közgyűjteményekben lévő közép- és kisplasztikái
- Kalapos fej, ólom, 25 cm
- Tűnődő, ólom, 23 cm
- Apám emlékére, festett fa, 80 cm
- História, fa, 40 cm
- Árgyélus, fa, 80 cm
- Ábrahám Áldozata, fa, 67 cm
- Földönfutó, bronz, 45 cm
- Próféta, bronz, márvány, 65 cm
- Katedrális, fa, 110 cm

## Egyéni kiállításai
- 1969 Madách Színház, Budapest
- 1978 Görög templom, Vác
- 1979 Börzsöny Múzeum, Szob
- 1981 Regensburg (D)
- 1983 Művelődési Központ, Ócsa
- 1985 Nagy Balogh Terem, Budapest
- 1986 Városi Galéria, Sátoraljaújhely
- 1987 Művelődési Központ, Mohács
- 1990 Regensburg (D)
- 1994 Kuny Domonkos Múzeum, Tata
- 2018 Csepel Galéria Id. Pál Mihállyal és Pál Gáborral
- 2020 Csepel Galéria